# 2010 EL139
2010 EL139, também escrito como 2010 EL139, é um objeto transnetuniano classificado como um plutino que está localizado no Cinturão de Kuiper, uma região do Sistema Solar. Ele possui uma magnitude absoluta de 5,1 e tem um diâmetro estimado de cerca de 420 km. O astrônomo Mike Brown lista este corpo celeste em sua página na internet como um candidato a possível planeta anão.

## Descoberta
2010 EL139 foi descoberto no dia 12 de março de 2010 pelos astrônomos A. Udalski, C. A. Trujillo, S. S. Sheppard e I. Soszynski.

## Órbita
A órbita de 2010 EL139 tem uma excentricidade de 0,072 e possui um semieixo maior de 39,537 UA. O seu periélio leva o mesmo a uma distância de 36,705 UA em relação ao Sol e seu afélio a 42,369 UA.